# Dudás Gyula (történetíró)
Dudás Gyula (Muhoray; Zenta, 1861. november 19. - Homonna, 1911. január 19.) kereskedelmi iskolai tanár, tanfelügyelő, helytörténész.

## Élete
Dudás Endre rendőrkapitány és Lőrinczy Aloizia fia. Iskoláit Szabadkán végezte. 1881-1885 között a budapesti egyetemen volt bölcselethallgató, majd 1886-1887-ben a zentai gimnáziumnál lett próbaéves tanár. 1887-1889 között a szegedi tankerület királyi főigazgatóságánál volt hivatalnok. 1889-től a zombori középkereskedelmi iskola tanára volt. Végül tankerületi felügyelő lett Homonnán.
A Bács-Bodrog Vármegyei Történelmi Társulat másod-titkára volt.
Álnevei és jegyei: Muhoray, Philos, D. Gy.

## Emléke
- A történész nevét viseli a zentai Dudás Gyula Múzeum- és Levélbarátok Köre.
- 2018 szobra a zentai Városi Múzeum előtt. Alkotója Dudás Sándor

## Művei
Történeti és vegyes cikkeket irt a Századokba (1871. Három eltünt Bodrogvármegyei hely, Bács- és Bodrogvármegyei főispánok. és 1886 óta is több cikk), a Szabadkai Ellenőrbe (1880), az Alsó-Tiszavidékbe (1882), a Bácskába (1884. A megyei történet érdekében, Megyénk földje, Bács-Bodrog vármegyei hiteles helyek), Szegedi Hiradóba (1883. A Tisza-Dunaköz története, Bertrandon de la Brocquiere, 1884. Szerbjeink a XVI. században, 1885. A tiszai határőrvidék községei, 1886. A szegedi kőbárány), Zentai Hiradóba (1883. A zentai csata; 1884. Zenta mint szab. kir. város, A zentai curialisták, Zenta mint határőrvidék), Pesti Hirlapba (1884. 312. sz., Az ó-budai káptalan multjából), Fővárosi Lapokba (1884. Egy szerb népének 1885-88. Szegedi irók és tárczák ugy 1889 óta is), Ujvidékbe (1885. A magyarországi szerbek története a XVII. században), a Bács-Bodrog-megyei tört. társ. Évkönyvébe (1885. A római sánczok és 1888 óta), Hazánkba (1885. A pandurok, Történetirásunk a XVIII. században 1886. Szerb és német iratok 1848-ból, 1887-88. Történetirásunk a jelen században)
- 1872 A Mélykút községi pecsétről. Századok
- 1872 Péter kalocsai érsek. Századok
- 1882 A megyei régészet érdekében. Bácska
- 1884 II. Lajos király halála. Zombor és Vidéke
- 1884 Rákóczy bácskai hadjárata 1704-ben. Telecska
- 1885 A Turul. Pesti Napló 1885/195
- 1885 A zentai csata. Előszóval bevezette Szilágyi Sándor. Zenta
- 1885 A zentai kishalomról. Archaeologiai Értesítő
- 1886 Bács-B. vármegye régészeti emlékei. Zenta
- 1886 A zentai ütközet és Szeged visszavétele 1686-ban. Zenta
- 1887 A szabad hajdúk története. Szeged
- 1886 Szerémi György emlékirata. Budapest
- 1887 A szeged-alsóvárosi templom műrégészeti szempontból. Szeged
- 1888 A zentai régi romokról. Archaeologiai Értesítő
- 1888 A csókai bronzleletről. Archaeologiai Értesítő
- 1889 A szegedi Szent-Döme templomról. Archaeologiai Értesítő
- 1889 Onagrinum, római erőd a bácskai területen. Bácska
- 1889 A délvidék bronzkoráról. Hazánk
- 1890 Kritikai jegyzetek Szeged történetéhez. Zombor
- 1890 Ujabb csókai leletekről. Archaeologiai Értesítő
- 1893 A bácskai nemes családok. Zombor
- 1896 Bács-Bodrog vármegye egyetemes monográfiája (szerk.)

Kéziratban Zenta város monographiája, melynek megirásával 1889-ben a város közönsége bizta meg.